# Oelegem

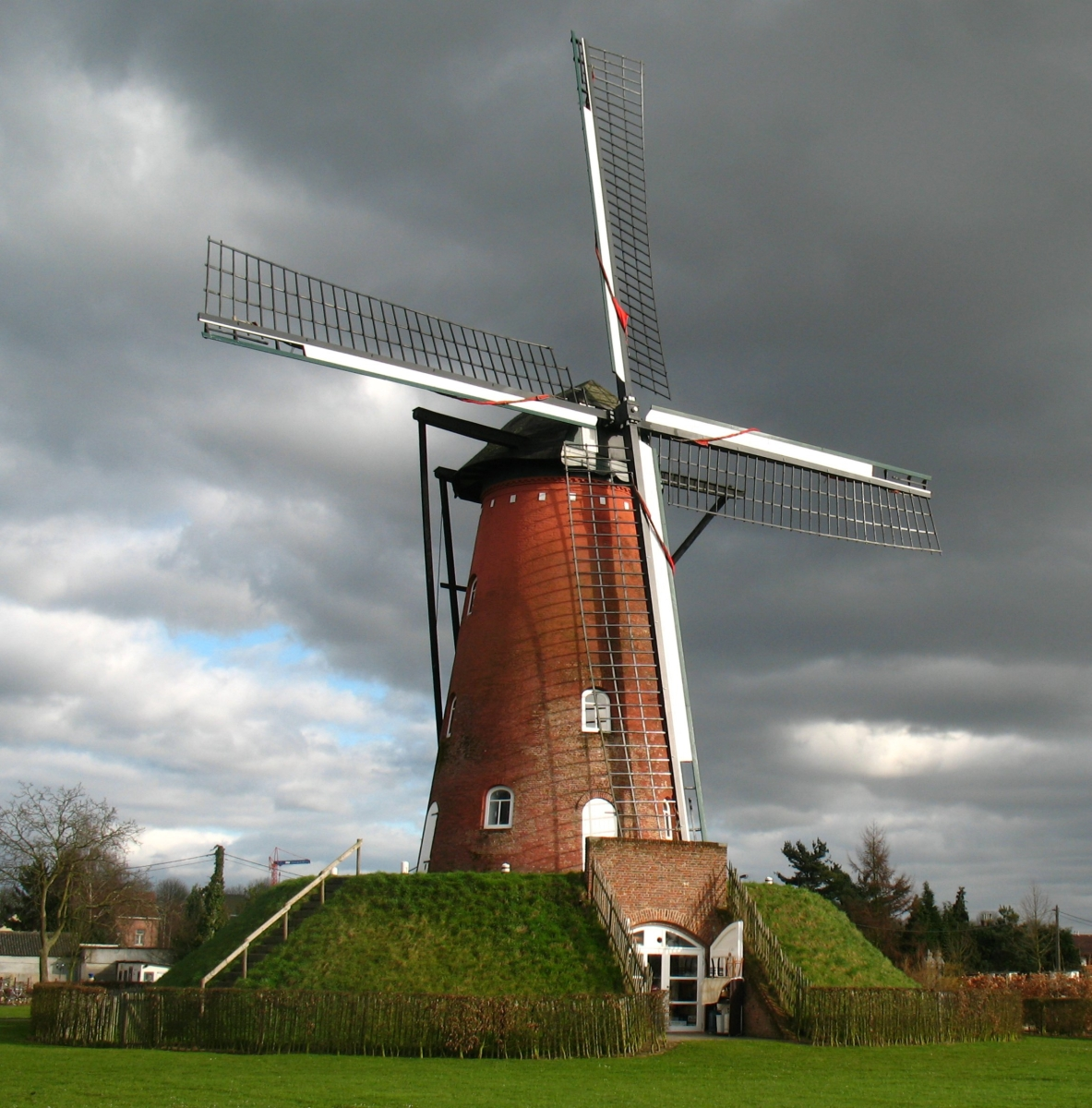
De Beltmolen

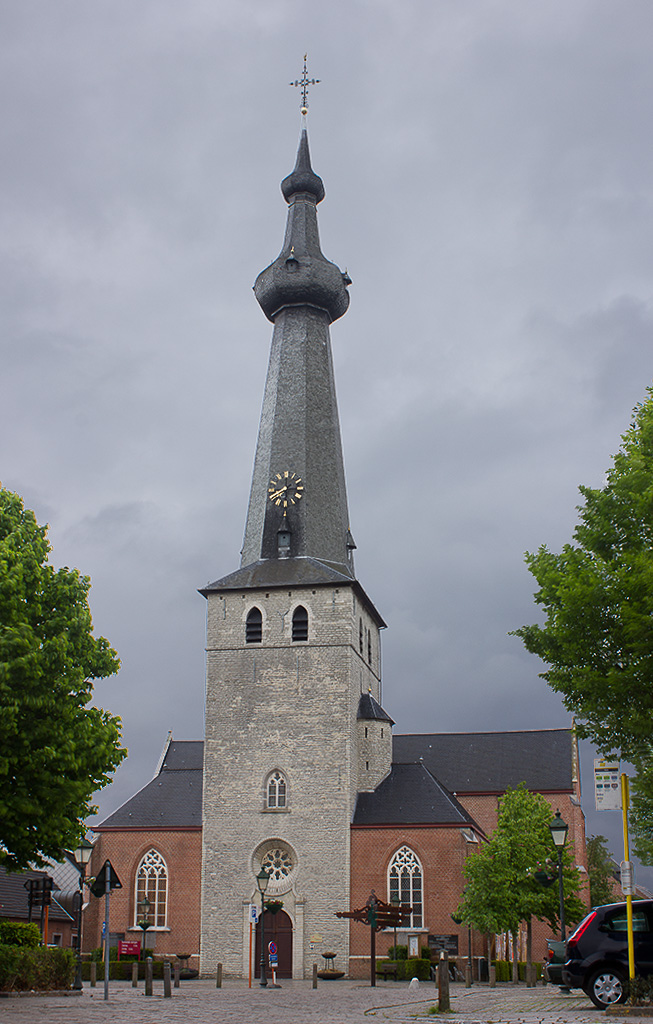
Onze-Lieve-Vrouwekerk

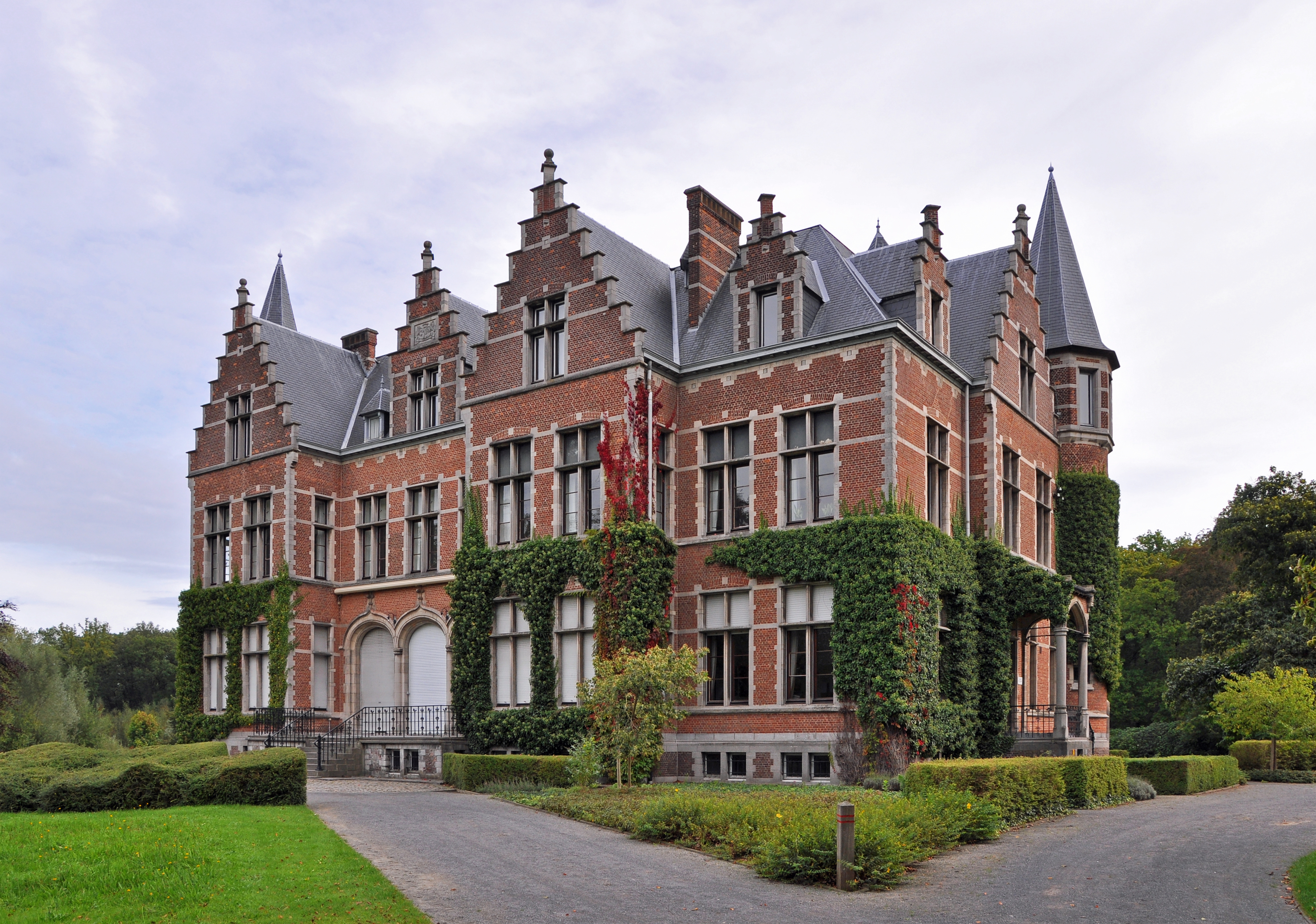
Kasteel Vrieselhof

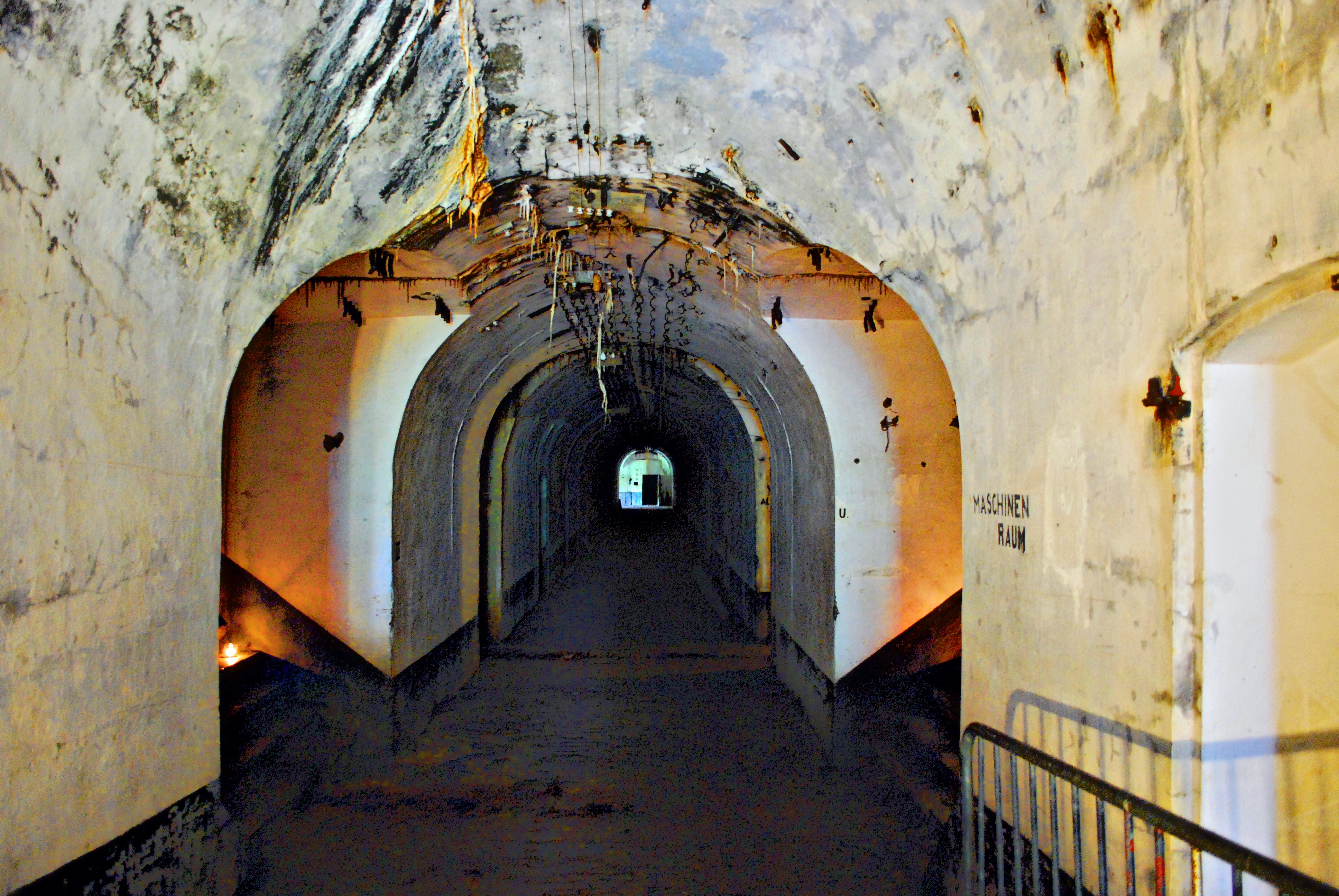
Het Fort van Oelegem

Oelegem is een deelgemeente van de gemeente Ranst in de Belgische provincie Antwerpen (arrondissement Antwerpen). Oelegem was een zelfstandige gemeente tot aan de gemeentelijke herindeling van 1977.

## Geschiedenis
Omstreeks 1960 werden resten uit de ijzertijd gevonden (3e-1e eeuw v.Chr.). Opgravingen in 1977 en daarna uitgevoerd brachten overblijfselen van een Gallo-Romeinse nederzetting (1e-3e eeuw n.Chr.) aan het licht.
De oudste geschreven bron over Oelegem dateert uit 1161. De aanhankelijkheden Oelegem, Wijnegem en Allier (= Emblem) werden toen tezamen met het altaar van Broechem door de bisschop van Kamerijk aan de abdij van Tongerlo geschonken.
Oelegem en Gennegem zijn de gehuchten die waarschijnlijk een Frankische oorsprong hebben en waarvan het droger gelegen Oelegem uiteindelijk dominant werd. In 1559 werd de heerlijkheid Oelegem door de hertog uitgegeven aan Jan van der Ryt. De heerlijkheid, welke zijn centrum in Broechem had, bleef tot omstreeks 1640 bij deze familie en werd in 1644 opnieuw door de hertog uitgegeven, aan Filips le Roy.
In 1760 werd de heerlijkheid gesplitst en kwam Oelegem los van Broechem en in bezit van de familie de Fraula.
In 1701 werd door de Fransen een linie aangelegd met vier forten, namelijk fort Bonnecroy, fort Mechelen, fort Brussel en fort Thijs.
De ontginning van de heidegrond begon pas omstreeks 1850. In 1903-1904 werd het Fort van Oelegem aangelegd en van 1937-1939 de Antitankgracht. Ook het Albertkanaal, direct ten zuiden van de kom, ontstond evenals een spaarbekken ten behoeve van de watervoorziening van Antwerpen. Langs het Albertkanaal ontstond een bedrijventerrein.
Oelegem was een zelfstandige gemeente tot einde 1976. Op 1 januari 1977 werd het een deelgemeente van Ranst.

## Bezienswaardigheden
- Het Vrieselhof, een kasteel en provinciaal domein
- Het Fort van Oelegem
- De Molen van Oelegem, een windmolen
- Het Bleyckhof
- De Onze-Lieve-Vrouwekerk
- Het zuidelijk deel van de Antitankgracht

De omgeving van het Bleyckhof en Vrieselhof plus de Antitankgracht, samen toch ongeveer 1/8ste van de Oelegemse oppervlakte, zijn beschermd als landschap. Beschermde monumenten zijn het kasteel Bleyckhof, de schuur van de Runtvoorthoeve, de Molen van Oelegem en de Onze-Lieve-Vrouwekerk. Verder zijn de omgeving van de oude brouwerij Den Bol en deze van de Rundvoorthoeve nog beschermd als dorpsgezicht.
Het Fort van Oelegem is historisch belangrijk, maar eveneens biologisch: het is het grootste vleermuizenreservaat van Vlaanderen.

## Natuur en landschap
Oelegem ligt in de Kempen op een hoogte van 6-11 meter. De belangrijkste waterlopen zijn de Tappelbeek en het Groot Schijn. Verder is van belang het Albertkanaal met ten zuiden daarvan een spaarbekken en ten noorden daarvan de aftakking van de Antitankgracht.
De belangrijkste natuurgebieden liggen ten noorden van de kom: Vrieselhof en de Vallei van het Groot Schijn.

## Demografische ontwikkeling
- Bronnen:NIS, Opm:1806 tot en met 1970=volkstellingen; 1976 = inwoneraantal op 31 december

## Cultuur

### Theater
Jozef Simonskring: Amateurtheatergezelschap, genaamd naar Jozef Simons, dat reeds meer dan 50 jaar actief is in Oelegem. Hun basis is het Stalteater.

## Mobiliteit
De E34 doorkruist het dorp. De lijnbus 61 rijdt tussen Oelegem en Antwerpen (Rooseveltplaats).

## Sport
- Voetbalclub Oelegem SK, actief in de 4de provinciale Antwerpen.
- Badmintonclub BC Oelegem.
- Omnisportvereniging Gymsport vzw.

## Bekende inwoners
- Jozef Simons (1888–1948), schrijver/dichter bekend door het schrijven van liedteksten, onder meer voor Armand Preud'homme
- Peter Van Santvliet (1969), veldrijder
- Vicky Versavel (1974), actrice
- Tanja Dexters (1977), mediafiguur
- Elias Maris (1999), wielrenner

## Partnersteden
- Herbstein (Hessen, Duitsland)